# Slaget om Grekland
Slaget om Grekland (även känt under det tyska kodnamnet Operation Marita, tyska: Unternehmen Marita) utgjordes av Nazitysklands invasion och erövring av Grekland i april 1941. Grekland fick hjälp av brittiska samväldets styrkor, medan Tyskland bistods av kungariket Italien och Bulgarien. Slaget om Grekland skiljs vanligtvis från det italiensk-grekiska kriget som utkämpades i nordvästra Grekland och södra Albanien från oktober 1940, liksom från slaget om Kreta som utkämpades i slutet av maj. Dessa operationer, tillsammans med invasionen av Jugoslavien, omfattar Balkanfälttåget under andra världskriget.

## Förlopp
Fälttåget på Balkan började med den italienska invasionen av Grekland den 28 oktober 1940. Inom några veckor drev grekiska styrkor ut italienarna ur Grekland och grekiska styrkor tryckte på att ockupera stora delar av södra Albanien. I mars 1941 misslyckades en stor italiensk motattack och Tyskland tvingades att hjälpa sin allierade. Operation Marita inleddes den 6 april 1941 med att tyska trupper invaderade Grekland genom Bulgarien i ett försök att säkra sin södra flank. Den kombinerade grekiska och styrkan ur brittiska samväldet slog tillbaka med stor envishet men den tyska armén var oerhört överlägsen och till slut kollapsade man. Aten föll den 27 april, men de brittiska styrkorna lyckades evakuera cirka 50 000 soldater.[A] Slaget om Grekland slutade med en snabb och fullständig tysk seger med Kalamatas fall, på Peloponnesos. Allt var över inom 24 dagar. Erövringen av Grekland genomfördes genom erövringen av Kreta en månad senare. Grekland förblev under axelmakternas ockupation tills oktober 1944.

## Betydelse
Vissa historiker betraktar slaget om Grekland som avgörande under andra världskriget och vidhåller att det allvarligt försenade axelmakternas invasion av Sovjetunionen. Andra tycker att slaget inte hade något inflytande över inledandet av Operation Barbarossa då monsunförhållandena i Ukraina skulle ha skjutits upp axelmakternas operationer oavsett. Andra såg den brittiska intervention i Grekland som ett hopplöst åtagande, ett "politiskt och sentimentalt beslut" eller ett "bestämt strategiskt blunder". Det har också föreslagits att den brittiska strategin var för att skapa en barriär i Grekland, för att skydda Turkiet, det enda (neutrala) landet som stod mellan axelmakterna på Balkan och det oljerika Mellanöstern. Den brittiska interventionen innebar också att de bästa trupperna flyttades från ökenkriget i Nordafrika vid en tidpunkt då de italienska styrkorna låg på fallrepet och då den tyska Afrikakåren sattes in i samma område.